# Слане (король Ирландии)
Слане (др.‑ирл. Slaine, Sláine), также Сланга (др.‑ирл. Slanga), сын Дела — король легендарного племени Фир Болг, первый верховный король Ирландии.
В «Книге захватов Ирландии» и других памятниках псевдоисторической традиции имя Сланга или Слане носит один из пяти королей Фир Болг — братьев, сыновей Делы, сына Лота. Слане высадился с отрядом в тысячу человек в устье реки Слане (Инбер Слане); произошло это якобы в субботу, первого августа. Сыновья Делы разделили Ирландию на пять частей; Слане владел той, что впоследствии получила название «Лейнстер». Он царствовал в течение одного года и стал первым из Фир Болг, кто умер в Ирландии. По утверждению «Книги захватов», Слане фактически был первым Верховным королём Ирландии: «не правил король, который назывался бы Королём Ирландии, покуда не пришли Фир Болг» (ar ni ro gab rig con ainmniugad Rig Herinn noco tancatar Fir Bolcg). Слане скончался в Динн Риг, которая имела другое название — Дума Слане («Курган Слане»). Согласно вычислениям ирландских книжников, Слане был современником царя Кира, сына Дария.
Жену Слане (Сланги) звали Фуат; по её имени получили якобы своё название горы Слиаб Фуата и остров Иниш Фуата.
В ирландской псевдоисторической традиции известен также Сланга или Слане, сын Партолона, в честь которого, по одной из версий, получили своё название горы Слиаб Сланга.
Слане, сын Партолона, был известен, как врачеватель, и поэтому его имя отождествляют со словом sláine — «здоровье». Этимология варианта «Сланга» неясна.